# أنطونيو كانوباس ديل كاستيو
أنطونيو كانوباس ديل كاستيو (بالإسبانية: Antonio Cánovas del Castillo) (1828-1897) مؤرخ وسياسي إسباني، حيث تولى منصب رئيس مجلس وزراء إسبانيا، خلال الرُبع الأخير من القرن التاسع عشر، ودوره البارز في دعم استعادة النظام الملكي البوربوني إلى العرش الإسباني، وأيضاً وفاته على يد أحد الفوضويين (ميشيل انجيوليو).

## حياته
ولد في مالقة، الثامن من فبراير عام 1828، وانتقل إلى مدريد بعد وفاة والده، حيث عاش مع ابن عم والدته، الكاتب أستبانث كلدرون. على الرغم من دراسته للقانون في جامعة كمبلوتنسي بمدريد، إلا أنّه أظهر اهتمامه بالسياسة والتاريخ الإسباني. مشاركته النشطة في السياسة تعود إلى ثورة 1854 بقيادة الجنرال ليوبولدو أودونيل، عندما صاغ كاستيو بيان مانثناريس، والذي رافق الإطاحة العسكرية للحكومة، ووضع الأهداف السياسية للحركة، ولعب دوراً حاسماً حيث استقطب دعم الجماهير عندما بدأ الانقلاب بالفشل.
خدم كانوباس في عدد من المناصب خلال السنوات الأخيرة من حكم الملكة إيزابيل الثانية (ملكة إسبانيا)، حيث ذهب في بعثة دبلوماسية إلى روما وعٌيَن محافظ لمدينة قادس ومدير عام الإدارة المحلية.
تقاعد كانوباس من العمل الحكومي بعد ثورة 1868 والتي سميت بالثورة المجيدة (بالإسبانية:Revolución Gloriosa)، بالرغم من أنه كان داعماً قوياً لاستعادة النظام الملكي البوربوني خلال أول جمهورية إسبانية (1871-1873) وزعيم الأقلية المحافظة في السلطة التشريعية، ومعارضاً على الاقتراع العمومي وحرية الدين. حيث صاغ بيان ساند هيرست وانتصر لألفونسو الثاني عشر في إصدار هذا البيان تماما كما فعل سابقاً مع أودونيل.

## حياته المهنية
عاد كانوباس لنشاطه السياسي مع إطاحة الجمهورية عام 1874 من قبل الجنرال مارتينيث كامبوس، وعودة ألفونسو الثاني عشر (ابن الملكة إيزابيل الثانية) لاستلام العرش. حيث تولى منصب رئيس مجلس وزراء اسبانيا لمدة ست سنوات ابتداءً من سنة 1874 وفوزه في انتخابات 1876 و1884 و1891 و1896. خلال هذه الفترة كان المؤلف الرئيسي للدستور الإسباني سنة 1876، وهي وثيقة شكلت الملكية الدستورية التي نجمت عن عودة الفونسو للعرش، وعملت على الحد من الاقتراع؛ لتقليل النفوذ السياسي للطبقة العاملة وتهدئه التصويت بدعم من الأقلية الثرية.
وأدى نظام مصطنع يحكمه حزبين بالتناوب صمم للتوفيق بين المتنافسين العسكر والقواعد الكاثوليكية والقوات الكارلية (عرف باسم "نظام التداول في السلطة") مع براخسيدس ماتيو ساغستا التقدمي بعد 1881. كما تولى مهام رئيس الدولة خلال وصاية ماريا كريستينا بعد وفاة ألفونسو سنة 1885.

## الأزمة السياسية
في أواخر الثمانينات، كانت سياسات كانوباس تحت التهديد من قبل مصدرين: الأول، سياسة القمع التي مارسها ضد القوميين الكوبيين، التي كانت غير فعالة وتحدت السلطة الإسبانية بشكل جدي عبر التمرد الذي حصل عام 1895 بقيادة خوسيه مارتي. السياسة الإسبانية ضد استقلال كوبا جلبت لها على نحوٍ متزايد صراع مع الولايات المتحدة، وهو العداء الذي بلغ ذروته في الحرب الأمريكية الإسبانية عام 1898. ثانياً، القمع السياسي للطبقة العاملة في إسبانيا كان ينمو على نحوٍ متزايد، والضغط من أجل توسيع حق الاقتراع التي شنت وسط استياء واسع النطاق مع نظام كاسيك من التلاعب الانتخابي.
هذا وقد تضمنت سياسات كانوباس الاعتقالات الجماعية وسياسة التعذيب؛ فقد أٌلقيت قنبلة خلال موكب ديني في عام 1896 في برشلونة، وعلى الفور تم القبض على ثلاثمائة من الرجال والنساء، كان بعضهم من الفوضويين، ولكن كانت الغالبية من فئة اتحاد نقابة العمال والاشتراكيين، حيث أٌلقي بهم في سجن سيء السمعة في قلعة مونتجويك في برشلونة و تم تعرضهم للتعذيب.
بعد قتلهم عدداً من المسجونين، وإصابة بعضهم الآخر بالجنون، تبنت الصحافة الليبرالية في أوروبا قضاياهم، مما أدى إلى الإفراج عن عددٍ قليل من الناجين. كما يعتقد أنه كانوباس ديل كاستيو الذي أمر بتعذيب الضحايا، بما في ذلك حرق جسدهم ، وسحق عظامهم، وقطع ألسنتهم. بالإضافة إلى عدة أعمال مماثلة من الوحشية والهمجية وقعت خلال فترة حكمه في كوبا.

## وفاته
وفي نهاية المطاف دفع كانوباس ثمناً لسياسته القمعية؛ حيث تم إطلاق النار عليه في عام 1897 من قبل ميشيل انجيوليو (أحد الفوضويون الإيطاليون)، مما أدى إلى وفاته في الثامن من آب عام 1897 في مقاطعة غيبوثكوا، وبالتالي لم يعش ليرى خسارة إسبانيا لمستعمراتها النهائية إلى الولايات المتحدة بعد الحرب الأمريكية الإسبانية عام 1898.

## روابط خارجية
- أنطونيو كانوباس ديل كاستيو على موقع الموسوعة البريطانية (الإنجليزية)